# Пирз (город, Миннесота)
Пирз (англ. Pierz) — город в округе Моррисон, штат Миннесота, США. На площади 3,5 км² (3,5 км² — суша, водоёмов нет), согласно переписи 2002 года, проживают 1277 человек. Плотность населения составляет 365,2 чел./км².
- Телефонный код города — 320
- Почтовый индекс — 56364
- FIPS-код города — 27-50776[1]
- GNIS-идентификатор — 0649394[2]